# نور الهدى بورقوة
نور الهدى بورقوة (مواليد 7 مايو 1992 ) هي لاعبة كرة طائرة جزائرية. كانت إحدى لاعبات المنتخب الوطني الجزائري للكرة الطائرة .
شاركت في سباق الجائزة الكبرى العالمي FIVB للكرة الطائرة لعام 2015 .على مستوى النادي لعبت نور الهدى لحساب WOC في عام 2015 

## روابط خارجية
- الملف الشخصي في FIVB.org